# پیلار، سیبو
پیلار، سیبو (به لاتین: Pilar, Cebu) یک منطقهٔ مسکونی در فیلیپین است که در سیبو واقع شده‌است.